# ديفيد د. فيلبس
ديفيد د. فيلبس (بالإنجليزية: David D. Phelps)‏ هو سياسي أمريكي، ولد في 26 أكتوبر 1947 في إلدورادو في الولايات المتحدة. حزبياً، نشط في الحزب الديمقراطي.

## مناصب
- في انتخابات مجلس النواب الأمريكي 1998 [الإنجليزية]‏، انتخب عضو مجلس النواب الأمريكي عن دائرة Illinois's 19th congressional district [الإنجليزية]‏ وقد انضم خلال فترته النيابية (6 يناير 1999 – 3 يناير 2001)  للكتلة البرلمانية الحزب الديمقراطي.
- في انتخابات مجلس النواب الأمريكي 2000 [الإنجليزية]‏، انتخب عضو مجلس النواب الأمريكي عن دائرة Illinois's 19th congressional district [الإنجليزية]‏ وقد انضم خلال فترته النيابية [الإنجليزية]‏ (3 يناير 2001 – 3 يناير 2003)  للكتلة البرلمانية الحزب الديمقراطي.
- انتخب Municipal clerk [الإنجليزية]‏ (1980 – 1984).
- انتخب عضو مجلس نواب إلينوي (1984 – 1998).
- انتخب عضو مجلس النواب الأمريكي.